# Julius Kvedaras
Julius Kvedaras (ur. 3 października 1949 w Kownie; zm. 18 kwietnia 2025 w Połądze) – litewski piłkarz, grający na pozycji pomocnika, trener piłkarski.

## Kariera piłkarska

### Kariera klubowa
W 1967 roku rozpoczął karierę piłkarską w drużynie Banga Kowno. W 1969 został piłkarzem Inkarasu Kowno. W 1971 bronił barw Žalgirisu Wilno. W 1972 roku przeszedł do Tomu Tomsk. W następnym roku przeniósł się do Atlantasu Kłajpeda. Od 1976 roku występował w klubach Kelininkas Kowno i Aidas Kowno, gdzie zakończył karierę w roku 1985.

## Kariera trenerska
Karierę szkoleniowca rozpoczął w 1982 roku. Będąc piłkarzem łączył również funkcje trenerskie w klubach Maistas Kowno i Kelininkas Kowno. Od 1994 do 1996 prowadził Inkaras-Grifas Kowno. Również pomagał trenować reprezentację Litwy, a 11 października 2000 w jednym meczu pełnił obowiązki głównego trenera narodowej reprezentacji Litwy. W latach 2000–2012 zajmował stanowisko Prezesa Litewskiej Federacji Piłkarskiej.

## Sukcesy i odznaczenia

### Sukcesy trenerskie
Inkaras-Grifas Kowno
- zdobywca Pucharu Litwy: 1995
- zdobywca Superpucharu Litwy: 1995